# Aphyosemion primigenium
Aphyosemion primigenium är en fiskart som beskrevs av Alfred C. Radda och Huber, 1977. Aphyosemion primigenium ingår i släktet Aphyosemion och familjen Nothobranchiidae. IUCN kategoriserar arten globalt som sårbar. Inga underarter finns listade i Catalogue of Life.